# Christophe Le Mével
Christophe Le Mével (født 11. september 1980) er en fransk tidligere professionel cykelrytter, som kørte for Cofidis.